# (33158) Rúfus
(33158) Rúfus ist ein Asteroid des Hauptgürtels, der am 26. Februar 1998 von den slowakischen Astronomen Peter Kolény und Leonard Kornoš am Observatorium der Comenius-Universität Bratislava in Modra (IAU-Code 118) in der Slowakei entdeckt wurde.
Der Asteroid wurde am 30. Januar 2010 nach dem slowakischen Dichter, Literaturhistoriker, Übersetzer und Essayisten Milan Rúfus (1928–2009) benannt, dessen Werk sich durch religiöse Poesie auszeichnete.